# Rat Race – sk(r)attjakten
Rat Race - sk(r)attjakten (engelska: Rat Race) är en kanadensisk-amerikansk komedifilm från 2001, regisserad av Jerry Zucker, med bland annat Rowan Atkinson, John Cleese, Whoopi Goldberg och Cuba Gooding Jr. i rollerna.

## Handling
En förmögen kasinoägare i Las Vegas överträffar sig själv i jakten på nya vadhållningsprojekt genom att anordna en kapplöpning mellan 9 slumpvis utvalda personer. Alla får varsin identisk nyckel som leder till ett skåp i Silver City, New Mexico. I skåpet ligger 2 000 000 dollar. Den som först lägger sin hand på pengarna får alltihop.
Det finns bara en regel: Det finns inga regler!

## Rollista
| Rowan Atkinson   | – Enrico Pollini    |
| Lanai Chapman    | – Merrill Jennings  |
| John Cleese      | – Donald Sinclair   |
| Whoopi Goldberg  | – Vera Baker        |
| Cuba Gooding Jr. | – Owen Templeton    |
| Seth Green       | – Duane Cody        |
| Wayne Knight     | – Zack Mallozzi     |
| Jon Lovitz       | – Randy Pear        |
| Breckin Meyer    | – Nick Schaffer     |
| Kathy Najimy     | – Beverly Pear      |
| Amy Smart        | – Tracy Faucet      |
| Dave Thomas      | – Harold Grisham    |
| Vince Vieluf     | – Blaine Cody       |
| Dean Cain        | – Shawn Kent        |
| Brandy Ledford   | – Vicky             |
| Kathy Bates      | – The Squirrel Lady |
| Tristin Leffler  | – Pierced Girl      |